# 卷耳状石头花
卷耳状石头花（学名：Gypsophila cerastioides）是石竹科石头花属的植物。分布于锡金、尼泊尔、孟加拉国、印度、不丹、巴基斯坦以及中国大陆的西藏等地，生长于海拔2,800米至4,000米的地区，常生于林间草地、山坡杂木林下、田边路旁、水边或碎石带，目前尚未由人工引种栽培。